# باتريسيا قرة
باتريسيا قرة (بالإنجليزية: Patricia Kara)‏ هي عارضة أمريكية، ولدت في 25 فبراير 1972 في شيكاغو في الولايات المتحدة.

## وصلات خارجية
- الموقع الرسمي